# 딸 (드라마)
《딸》은 1980년 9월 6일부터 이듬해 1월 4일까지 방영된 문화방송 주말연속극이다.

## 방송 시간
| 방송 채널 | 방송 기간                         | 방송 시간                          |
| --------- | --------------------------------- | ---------------------------------- |
| MBC TV    | 1980년 9월 6일 ~ 11월 9일         | 매주 주말 저녁 7시 15분 ~ 8시      |
| MBC TV    | 1980년 11월 15일 ~ 12월 14일      | 매주 주말 저녁 6시 50분 ~ 7시 35분 |
| MBC TV    | 1980년 12월 20일 ~ 1981년 1월 4일 | 매주 주말 저녁 7시 15분 ~ 8시      |

## 등장 인물
- 이효춘, 오지명, 정혜선, 박원숙, 원준, 김화란, 유인촌, 김윤경, 김영옥, 이계인, 홍성민, 한인수, 김용건, 박영귀, 김용림, 임현식, 안재은, 현석, 강인덕, 송승환, 한미영

## 편성 변경
- 1980년
  - 9월 21일 : MBC 여자농구대회 〈한국 VS 중국〉 중계방송으로 앞당겨 저녁 6시 35분부터 방영
  - 10월 18일 : 특집 MBC 권투 WBC 플라이급 타이틀전 〈오꾸마 쇼오지 VS 박찬희〉 중계방송으로 결방
  - 10월 19일 : 특집 MBC 퍼레이드 〈5천만의 대행진〉 방송으로 앞당겨 저녁 6시 15분부터 방영
  - 11월 1일 : 창사기념 특집 MBC 버라이어티쇼 방송으로 결방
  - 11월 1일 : 창사기념 올스타 청백대항전 방송으로 앞당겨 저녁 5시 40분부터 방영
  - 11월 8일 : MBC 대학가요제 방송으로 결방
- 1981년
  - 1월 3일 ~ 1월 4일 : 신년 연휴 시간 변동으로 저녁 6시 50분부터 방영

| 문화방송 주말연속극               | 문화방송 주말연속극                  | 문화방송 주말연속극                     |
| 이전 작품                         | 작품명                               | 다음 작품                               |
| --------------------------------- | ------------------------------------ | --------------------------------------- |
| 종점 (1980년 3월 29일 ~ 8월 31일) | 딸 (1980년 9월 6일 ~ 1981년 1월 4일) | 안녕하세요 (1981년 1월 10일 ~ 7월 12일) |